# Satka
Satka (russisch Сатка) ist eine Stadt in der Oblast Tscheljabinsk (Russland) mit 45.178 Einwohnern (Stand 14. Oktober 2010).

## Geographie
Die Stadt liegt an der Westflanke des Südlichen Urals etwa 230 km westlich der Oblasthauptstadt Tscheljabinsk an der Mündung der Malaja Satka (Kleinen Satka) in die Bolschaja Satka (Große Satka), einen linken Nebenfluss des Ai im Flusssystem der Kama.
Satka ist der Oblast administrativ direkt unterstellt und zugleich Verwaltungszentrum des gleichnamigen Rajons.
Die Stadt ist über eine Zweigstrecke mit der 24 Kilometer entfernten Station Berdjausch (Streckenkilometer 1890 ab Moskau) des südlichen Zweiges der Transsibirischen Eisenbahn Moskau–Samara–Tscheljabinsk–Omsk verbunden. Wenige Kilometer südlich der Stadt verläuft die Fernstraße M5 Moskau–Tscheljabinsk.

## Geschichte
Satka entstand 1756 mit Errichtung des Eisenwerkes Troizko-Satkinski Sawod durch die Unternehmerfamilie Demidow und erhielt am 20. April 1937 Stadtrecht.

### Bevölkerungsentwicklung
| Jahr | Einwohner |
| ---- | --------- |
| 1863 | 6.000     |
| 1939 | 28.411    |
| 1959 | 43.142    |
| 1970 | 44.112    |
| 1979 | 46.191    |
| 1989 | 50.664    |
| 2002 | 49.686    |
| 2010 | 45.178    |

Anmerkung: ab 1939 Volkszählungsdaten

## Kultur und Sehenswürdigkeiten
In Satka sind einzelne Gebäude aus dem 19. Jahrhundert erhalten, so das Wohnhaus des Verwalters der Eisenhütte von 1848.
Die Stadt besitzt ein Heimatmuseum und ein Ausstellungszentrum.
Auf dem Territorium des Rajons Satka liegt der 1993 eingerichtete Nationalpark Sjuratkul, welcher knapp 90.000 Hektar um den gleichnamigen, etwa 25 Kilometer südöstlich der Stadt in 724 Meter Höhe gelegenen See Sjuratkul einnimmt. Die Verwaltung des Parks befindet sich in Satka.
Im Tal des Flusses Ai gibt es etwa 35 Höhlen, so die Kurgasak-Eishöhle.

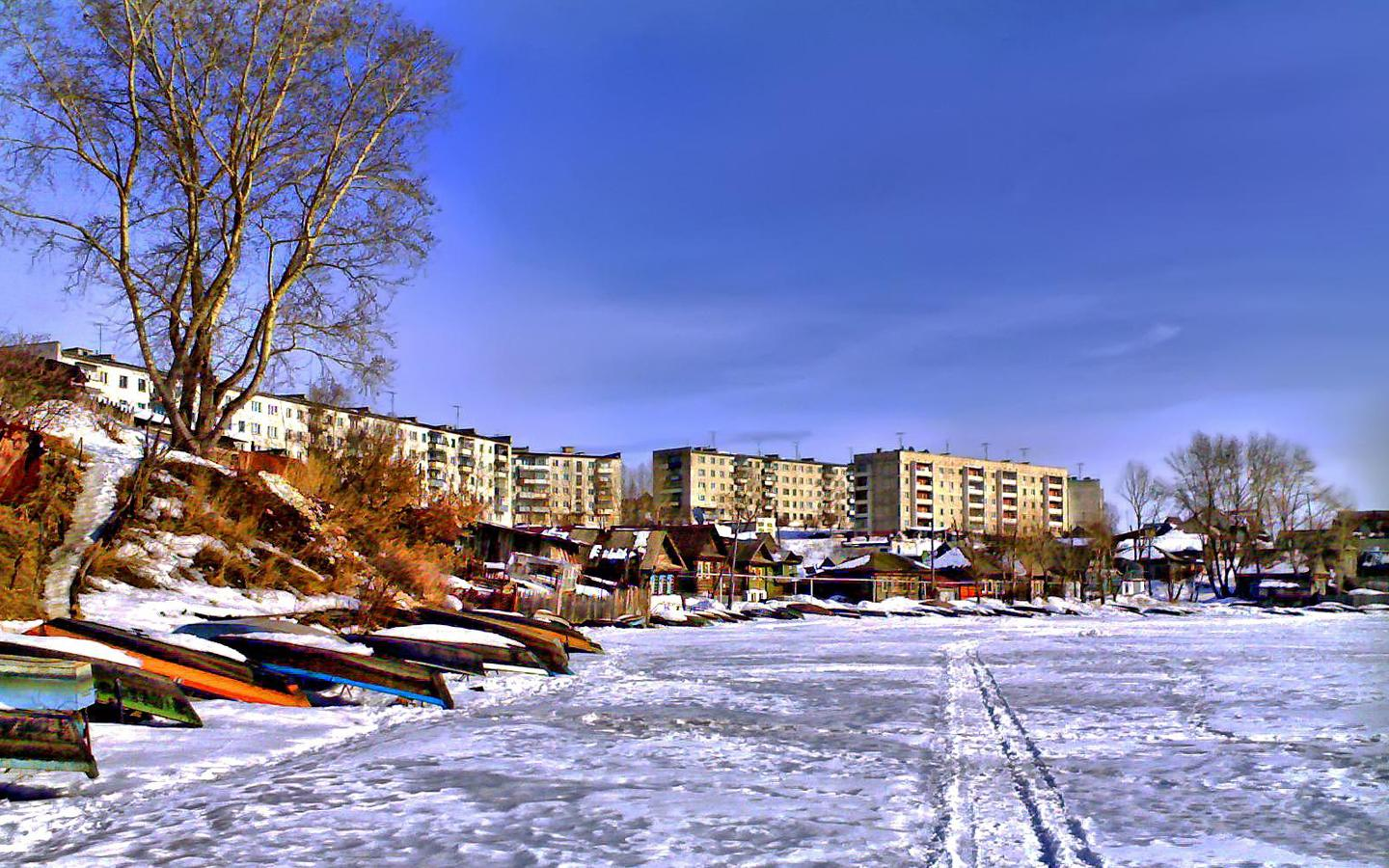
Zugefrorener Stadtteich im Winter
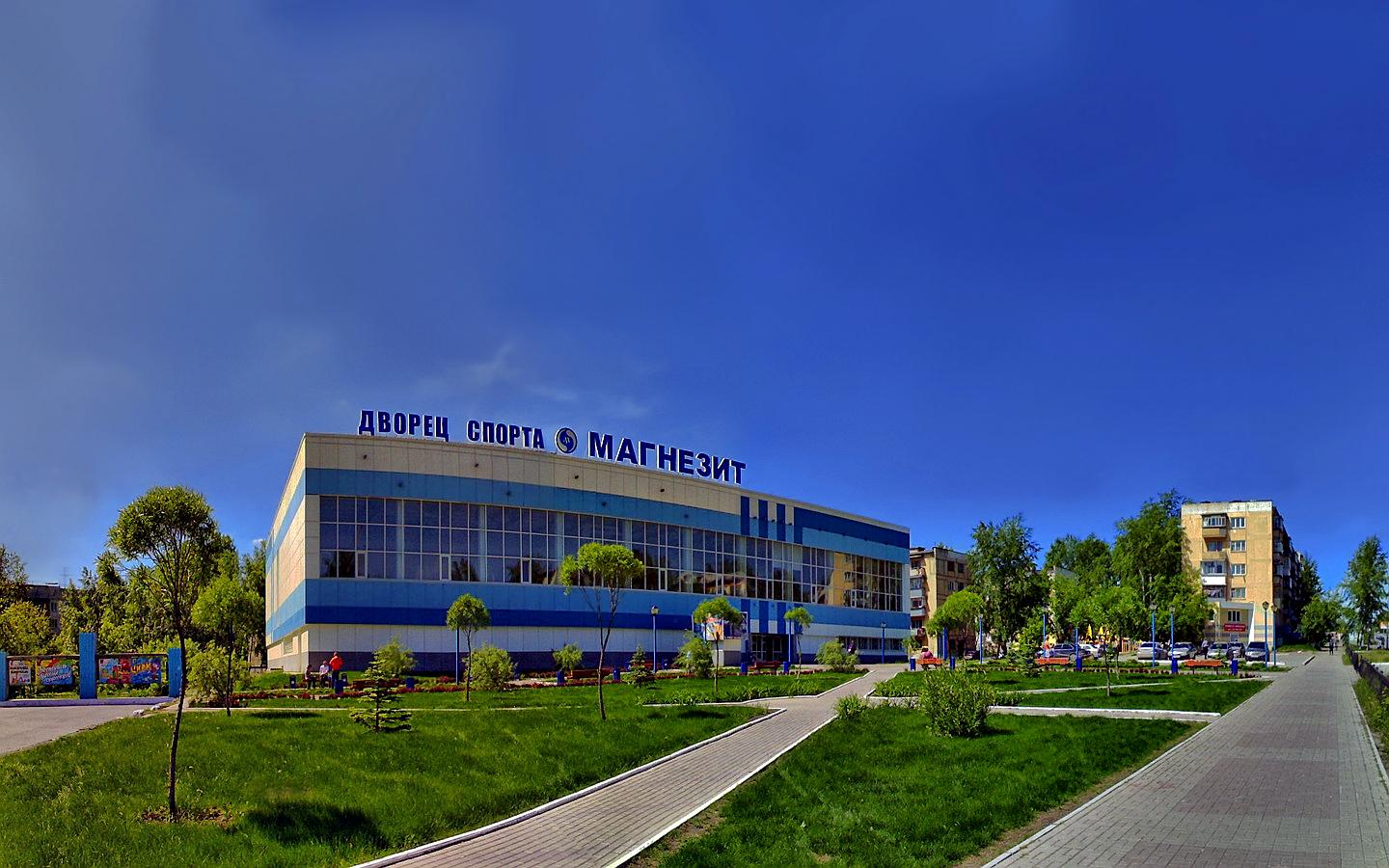
Sportpalast der AG Magnesit

## Wirtschaft
Satka ist ein Zentrum der Förderung und Verarbeitung von Magnesit. Die hier ansässige AG Magnesit produziert auf Grundlage des in mehreren Tagebauen geförderten Rohstoffes Feuerfestmaterialien.
Daneben gibt es eine bedeutende Gusseisenhütte sowie Betriebe der Bau- und Holzwirtschaft.

## Söhne und Töchter der Stadt
- Nelli Saschina (1938–1996), Bildhauerin und Keramikerin
- Wladimir Gundarzew (1944–2014), Biathlet